# سيندي غوير
سيندي غوير (بالإنجليزية: Cindy Guyer)‏ هي عارضة وممثلة أمريكية، ولدت في 9 فبراير 1961 في ستامفورد في الولايات المتحدة.

## وصلات خارجية
- الموقع الرسمي
- سيندي غوير على موقع IMDb (الإنجليزية)
- سيندي غوير على موقع قاعدة بيانات الفيلم (الإنجليزية)